# Phillips Collection

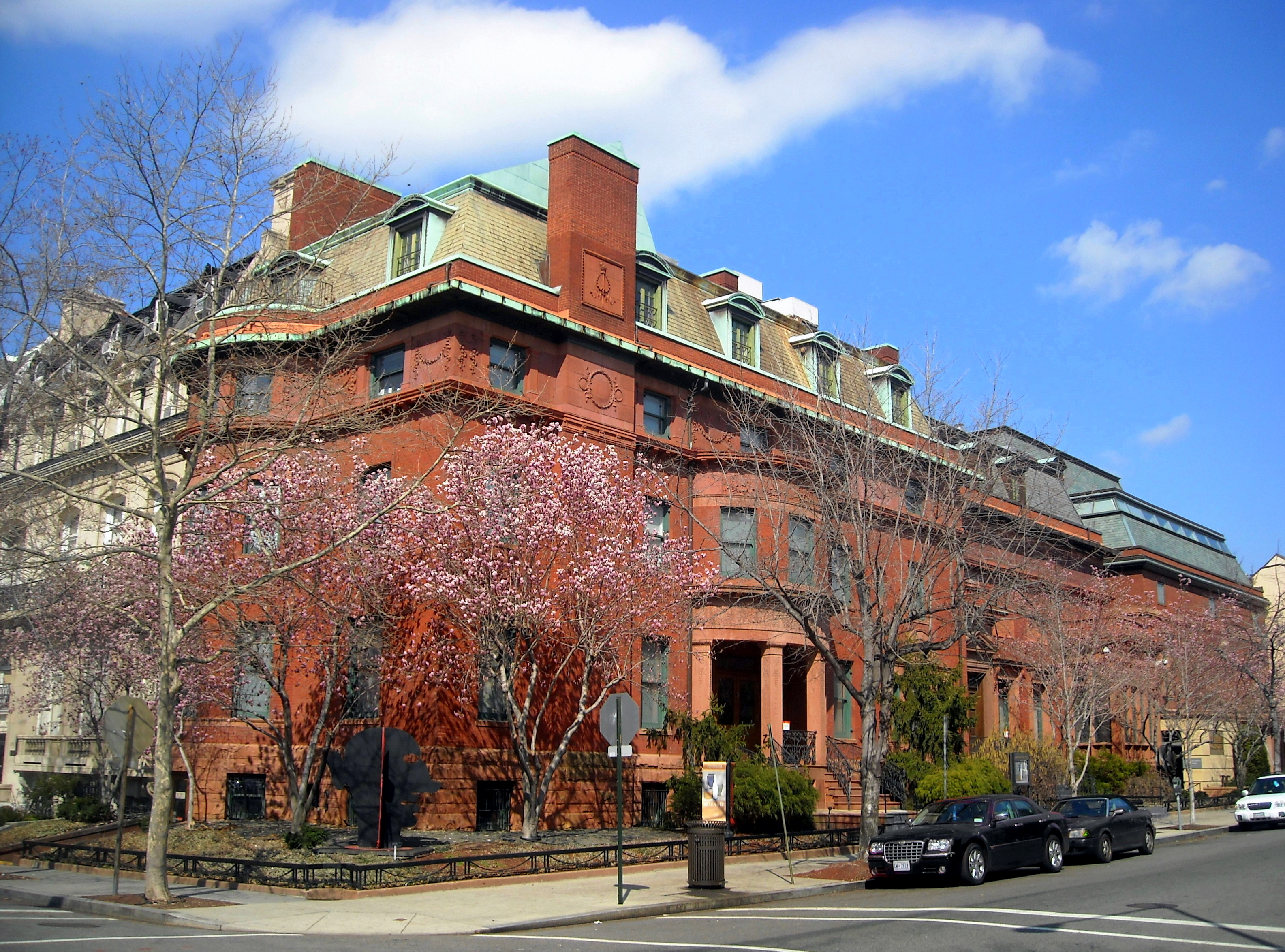
Phillips Collection

Die Phillips Collection ist ein Kunstmuseum in Washington, D.C.

## Geschichte
1921 wurde das Museum als erstes Museum für moderne Kunst in den USA von dem Mäzen Duncan Phillips (1886–1966) und seiner Frau Marjorie (1894–1985) begründet. Ursprünglich in einem Raum ihres Wohnhauses eröffnet, wuchs die Sammlung schnell an, so dass die Familie 1930 auszog und das gesamte Haus zum Museum wurde. Marjorie Phillips war selbst Malerin und Duncan Phillips Erbe eines beträchtlichen Vermögens, welches sein Großvater im Bank- und Stahlgeschäft gemacht hatte.
1989 wurde der Museumskomplex renoviert und vergrößert, womit weiterer Raum insbesondere auch für Wanderausstellungen gewonnen werden konnte.

## Sammlung
Die Sammlung besitzt Werke von El Greco, Paul Klee, Winslow Homer, Thomas Eakins, James McNeill Whistler, Vincent van Gogh, Claude Monet, Degas, Édouard Manet, Gauguin, Cézanne, Piet Mondrian und Pablo Picasso. Allein Georges Braque ist mit 13 kubistischen Werken vertreten. Weitere Schwerpunkte sind Arbeiten von Georgia O’Keeffe, Pierre Bonnard und Mark Rothko. Das bekannteste Werk unter den über 2000 Kunstwerken ist sicherlich das Frühstück der Ruderer von Pierre-Auguste Renoir.

## Abbildungen
(Auswahl)

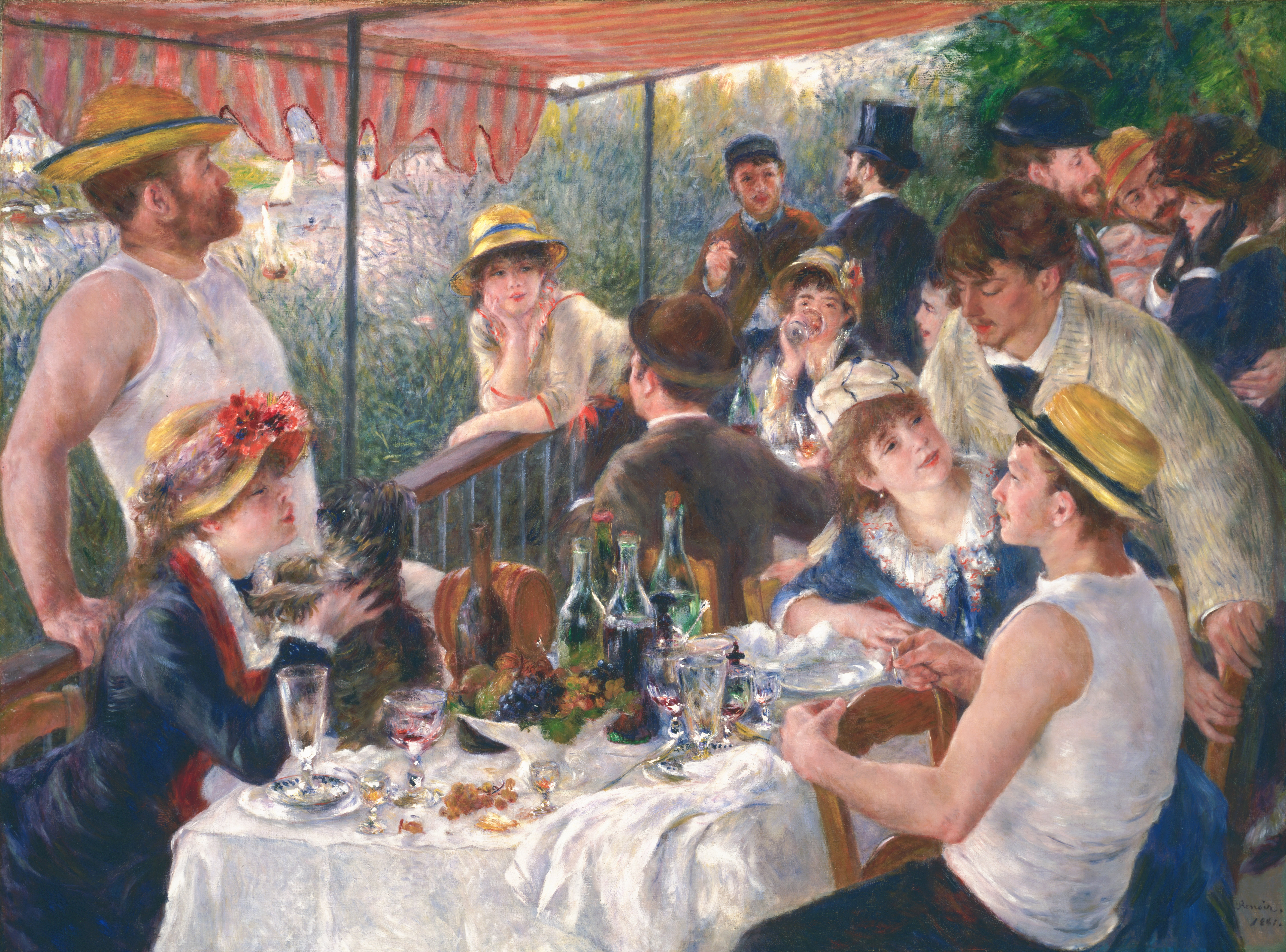
Auguste Renoir: Das Frühstück der Ruderer
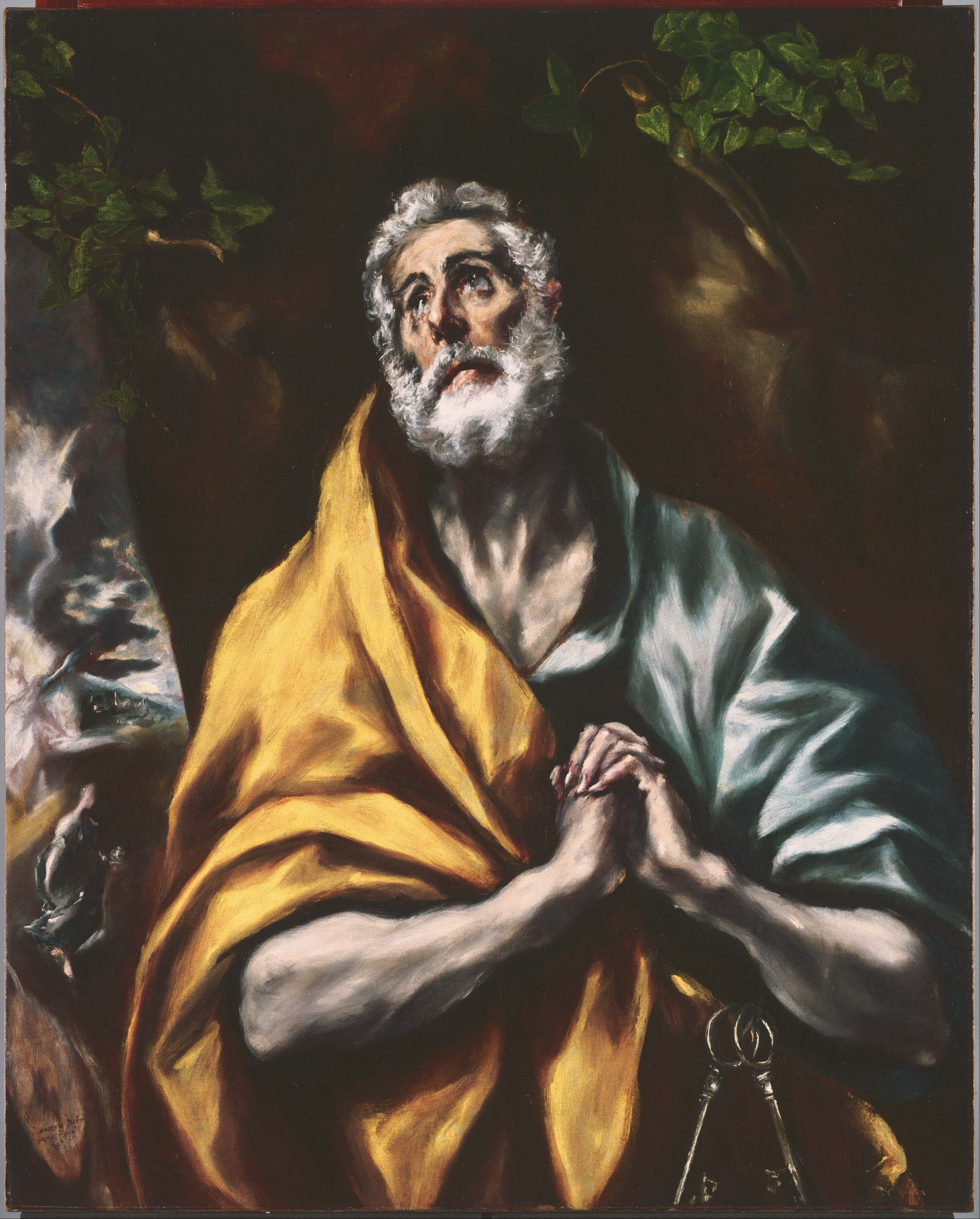
El Greco: Der reumütige Petrus
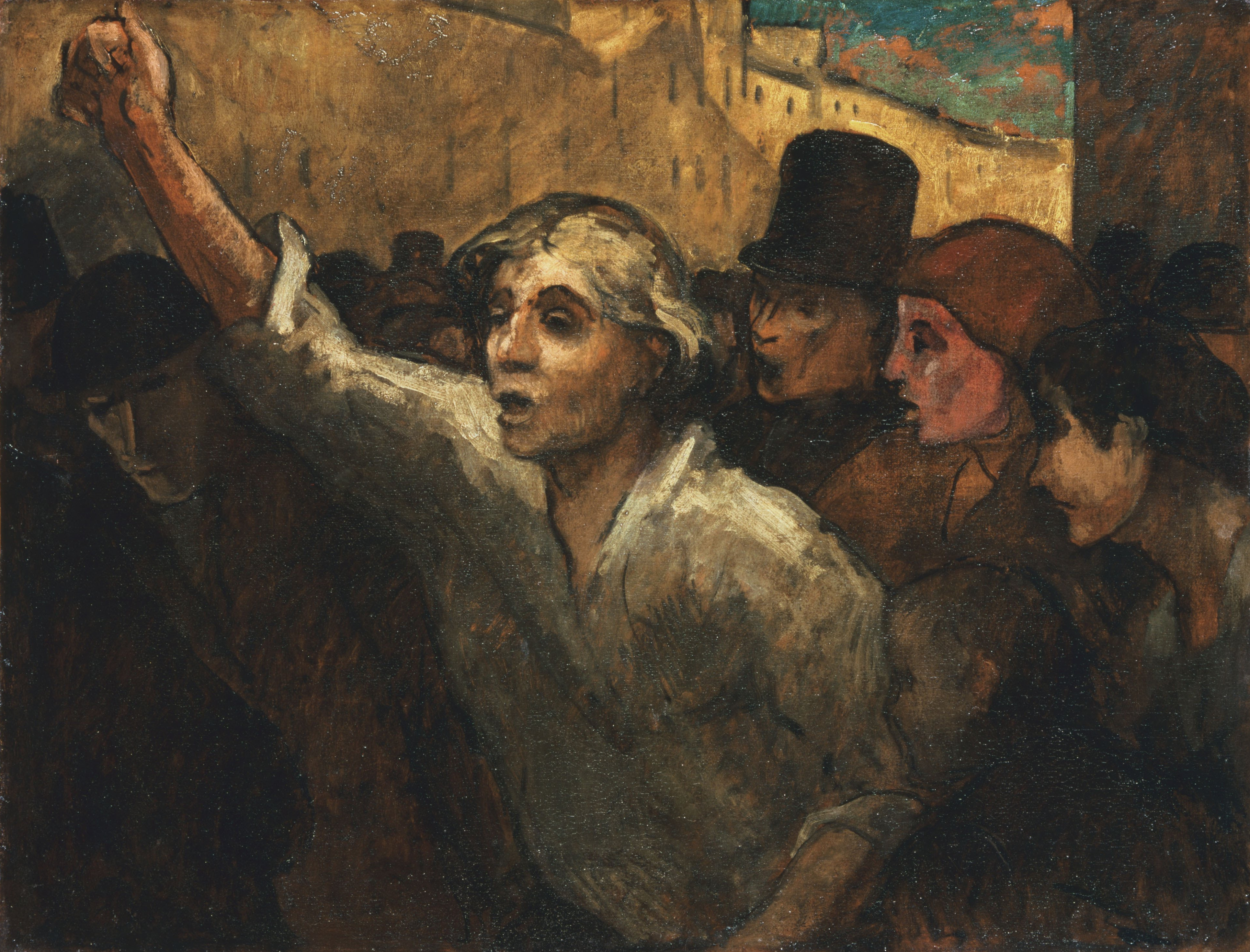
Honoré Daumier: Der Aufstand
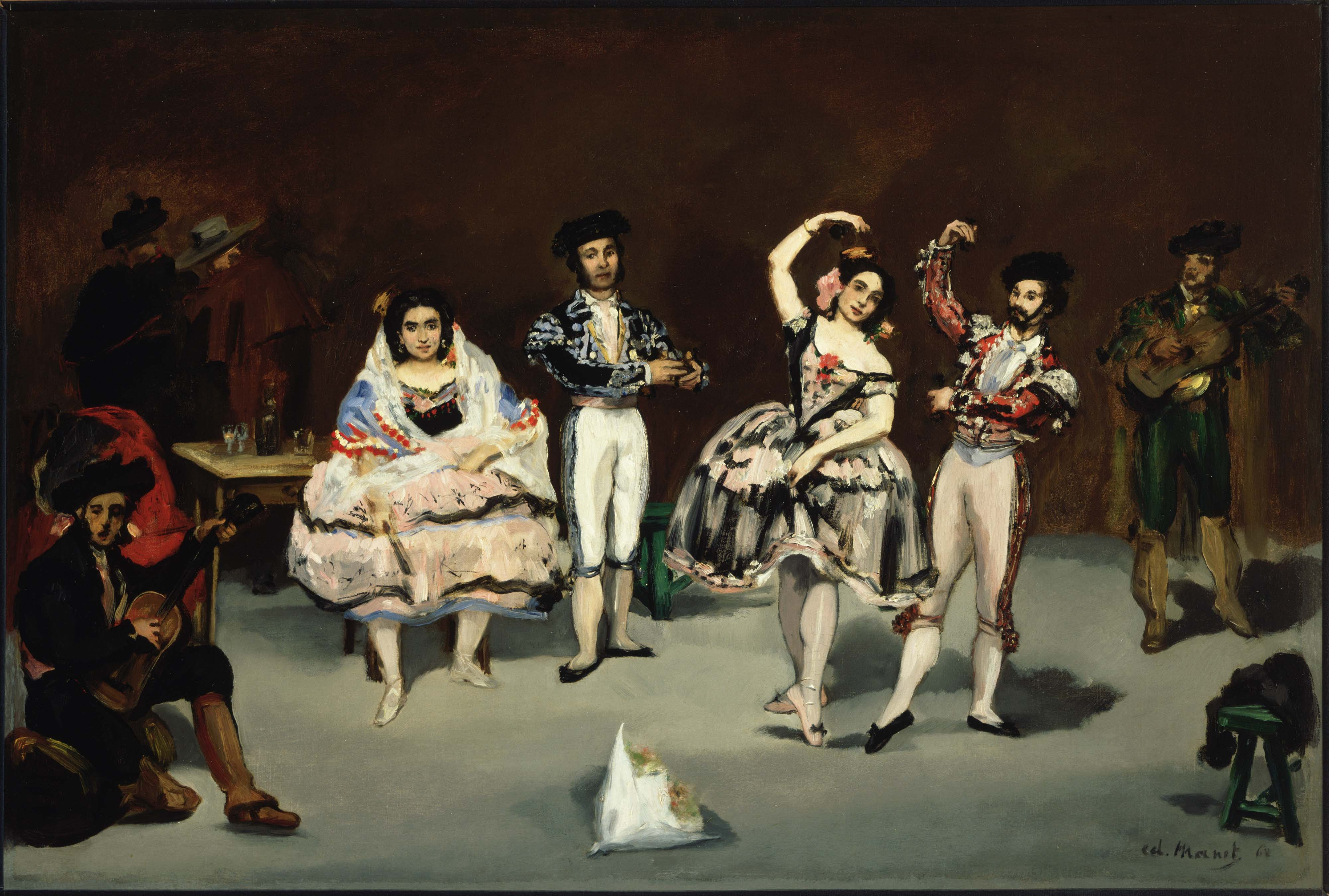
Édouard Manet: Das spanische Ballett
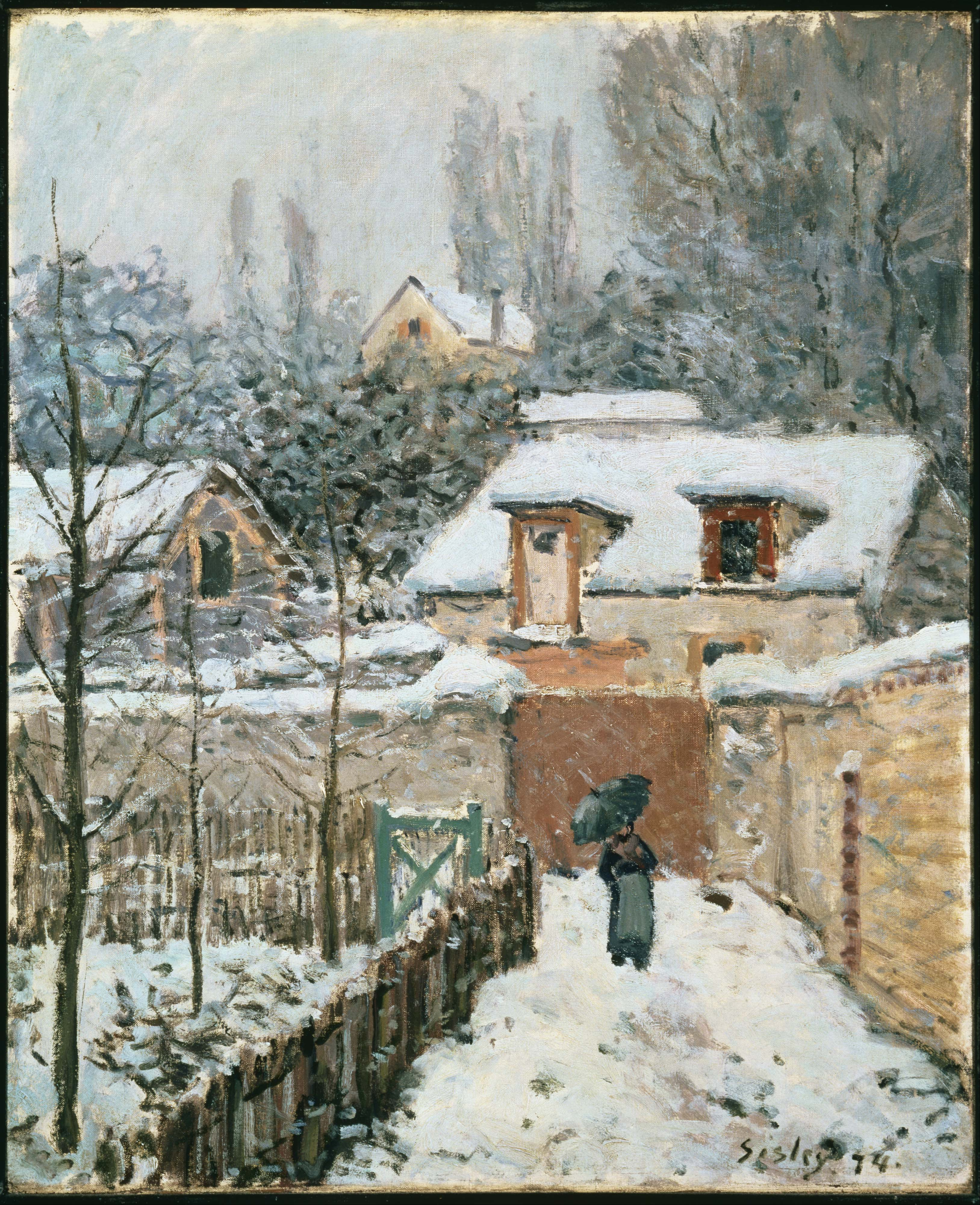
Alfred Sisley: Schnee in Louveciennes
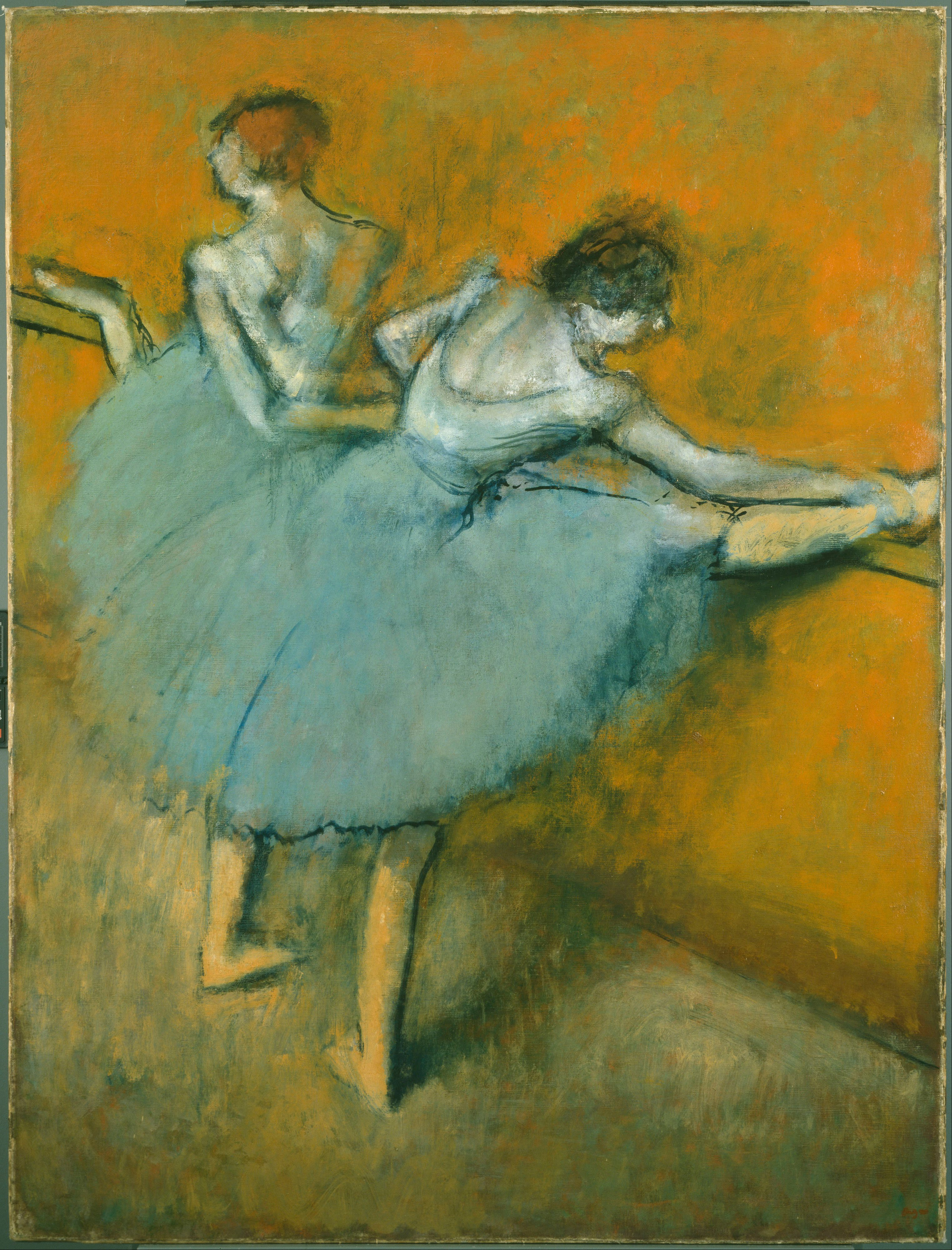
Edgar Degas: Tänzerinnen an der Stange
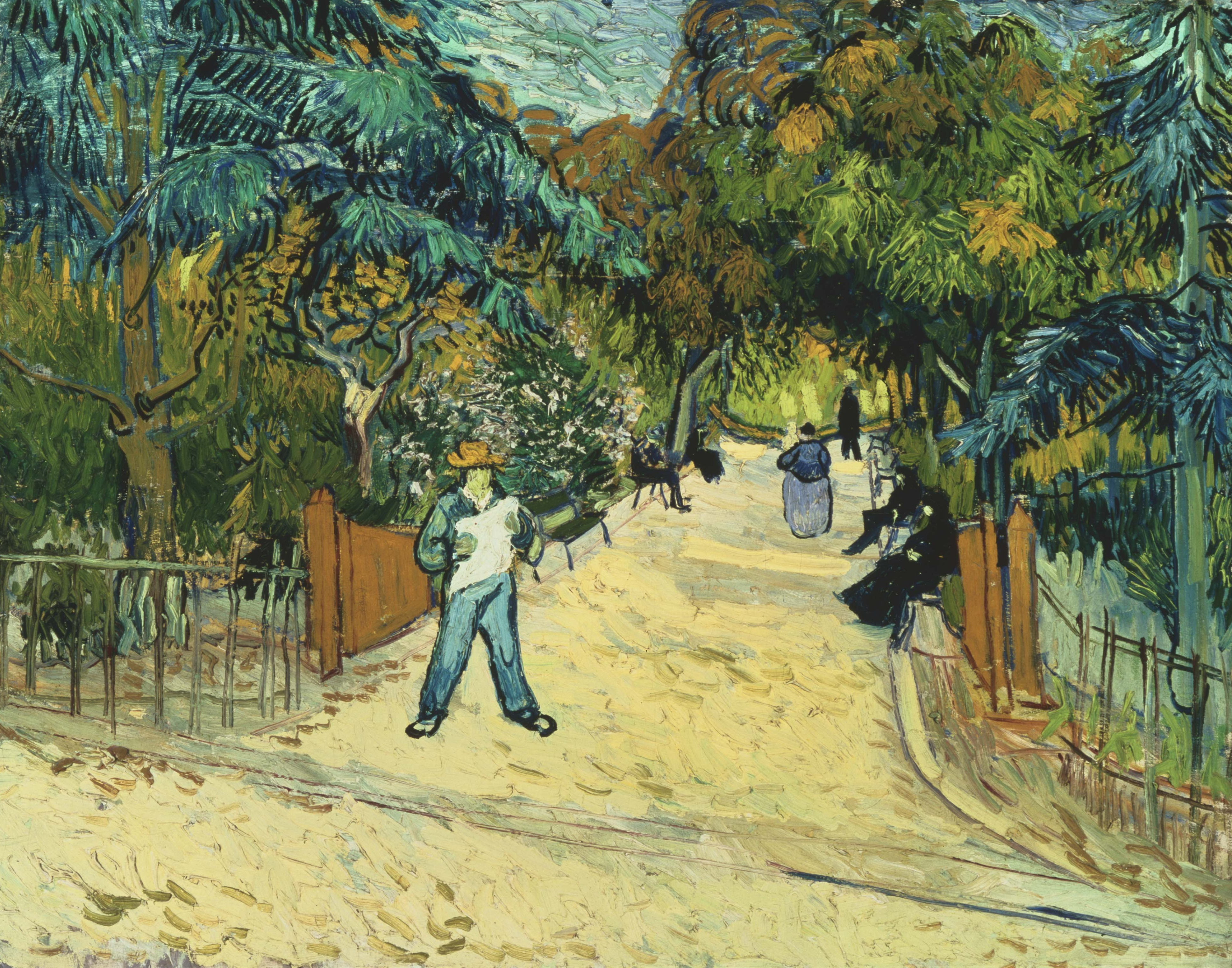
Vincent van Gogh: Eingang zum Park in Arles
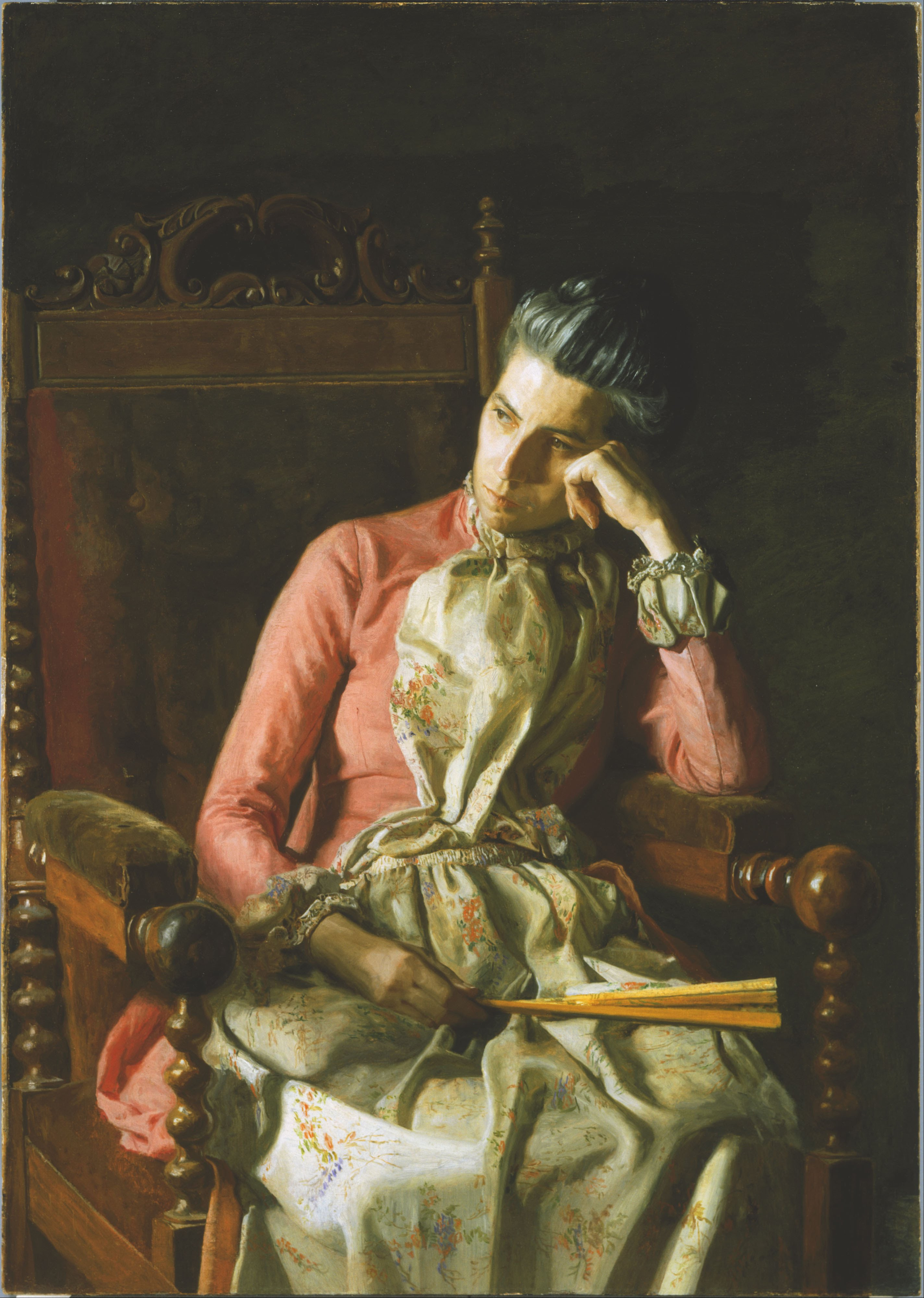
Thomas Eakins: Porträt der Amelia Van Buren
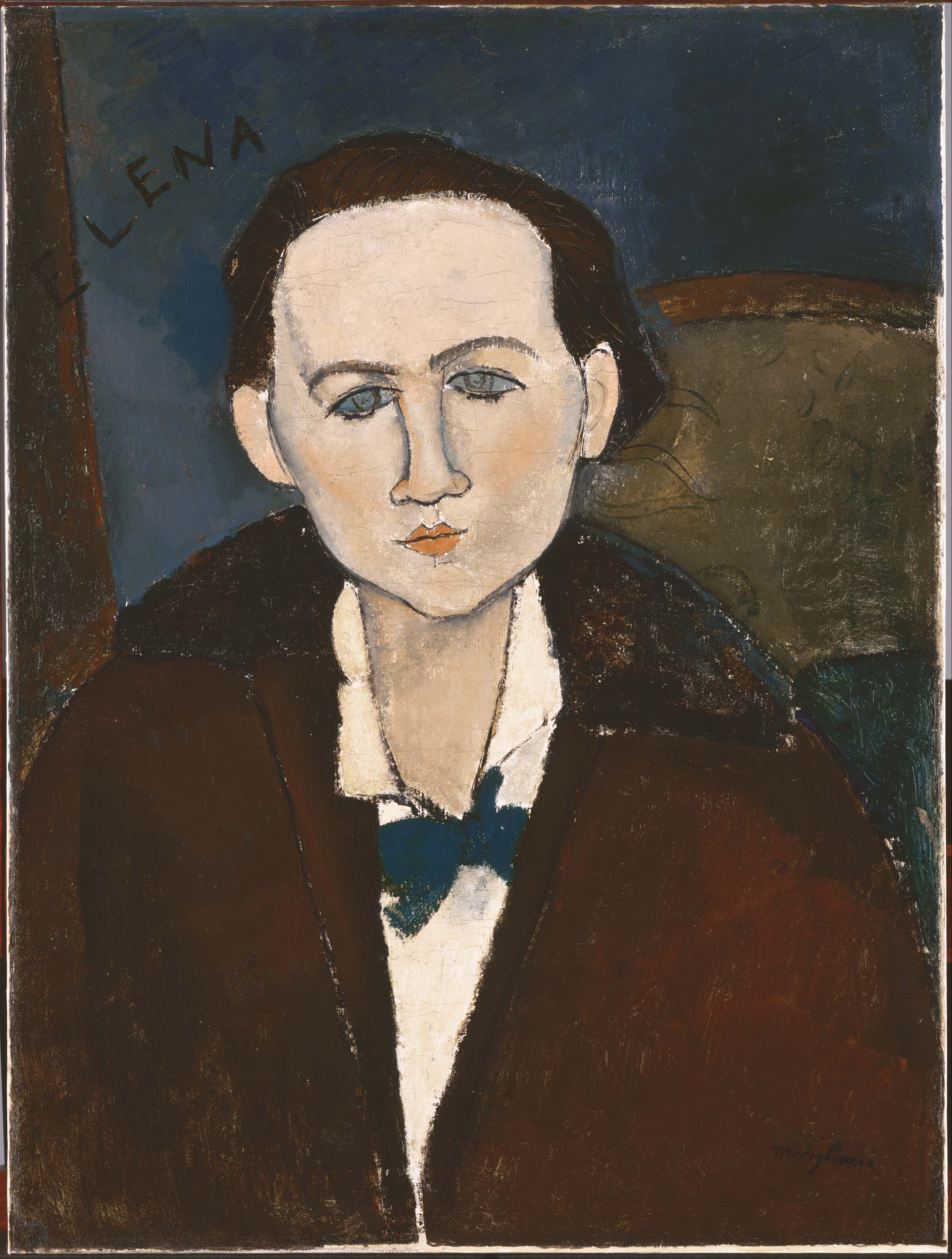
Amedeo Modigliani: Porträt der Elena Pavlowski
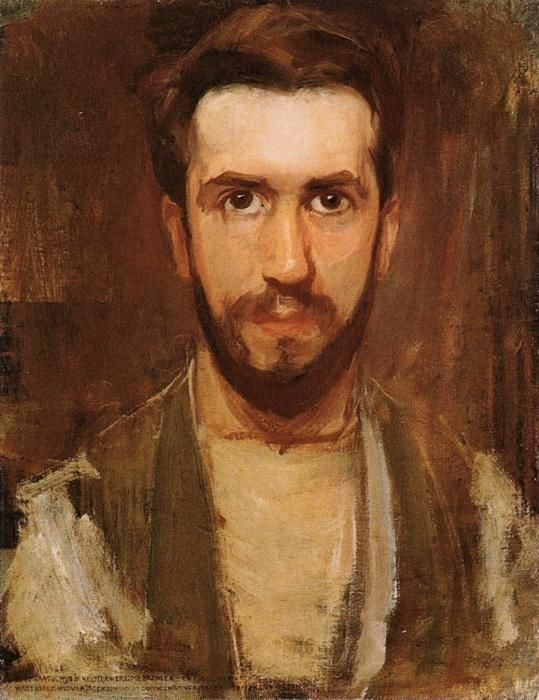
Piet Mondrian: Selbstporträt